# Monroe (Karolina Północna)
Monroe – miasto w Stanach Zjednoczonych, w stanie Karolina Północna, w hrabstwie Union.